# Schattenbergbacken

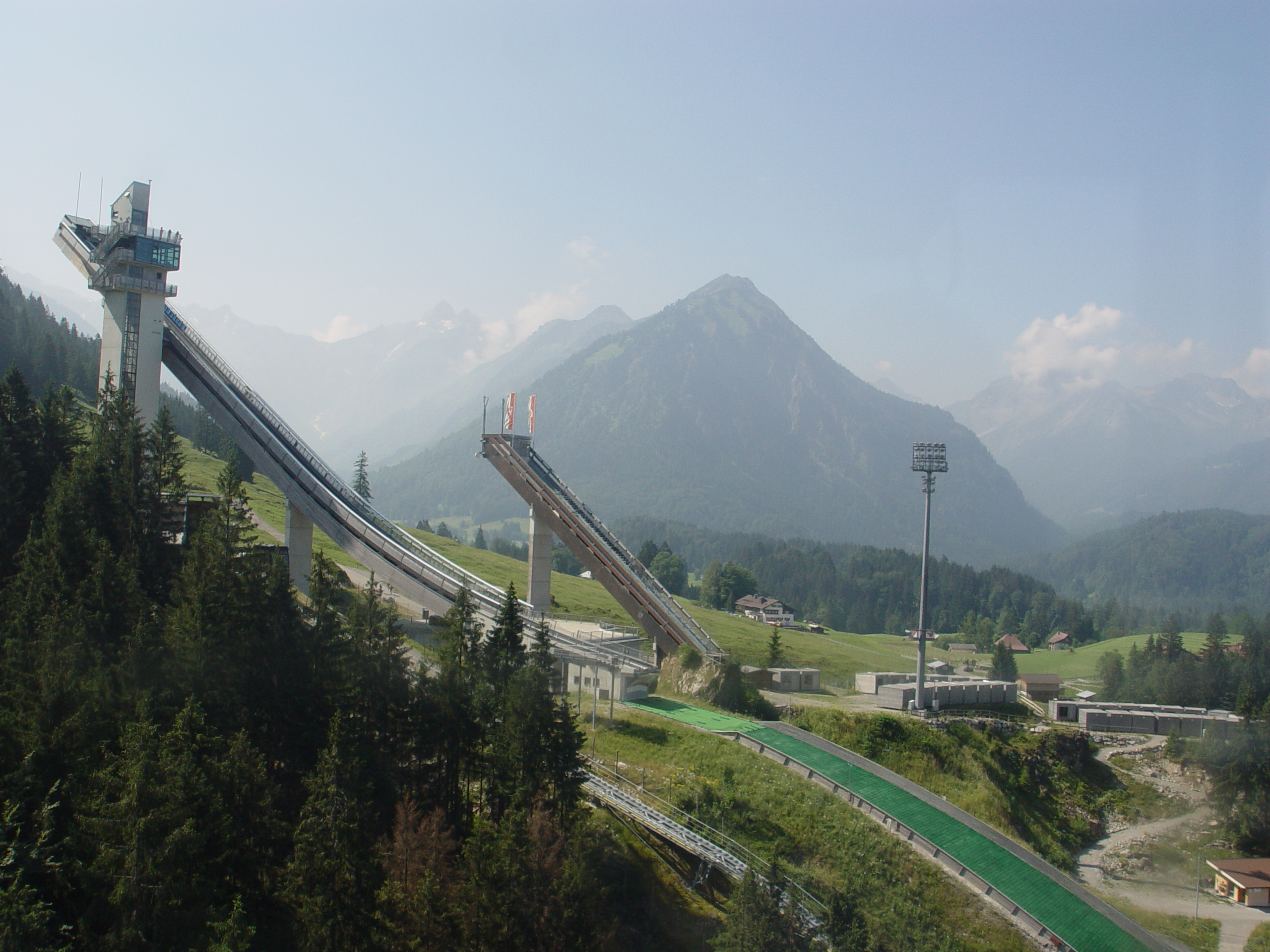
Erdinger Arena

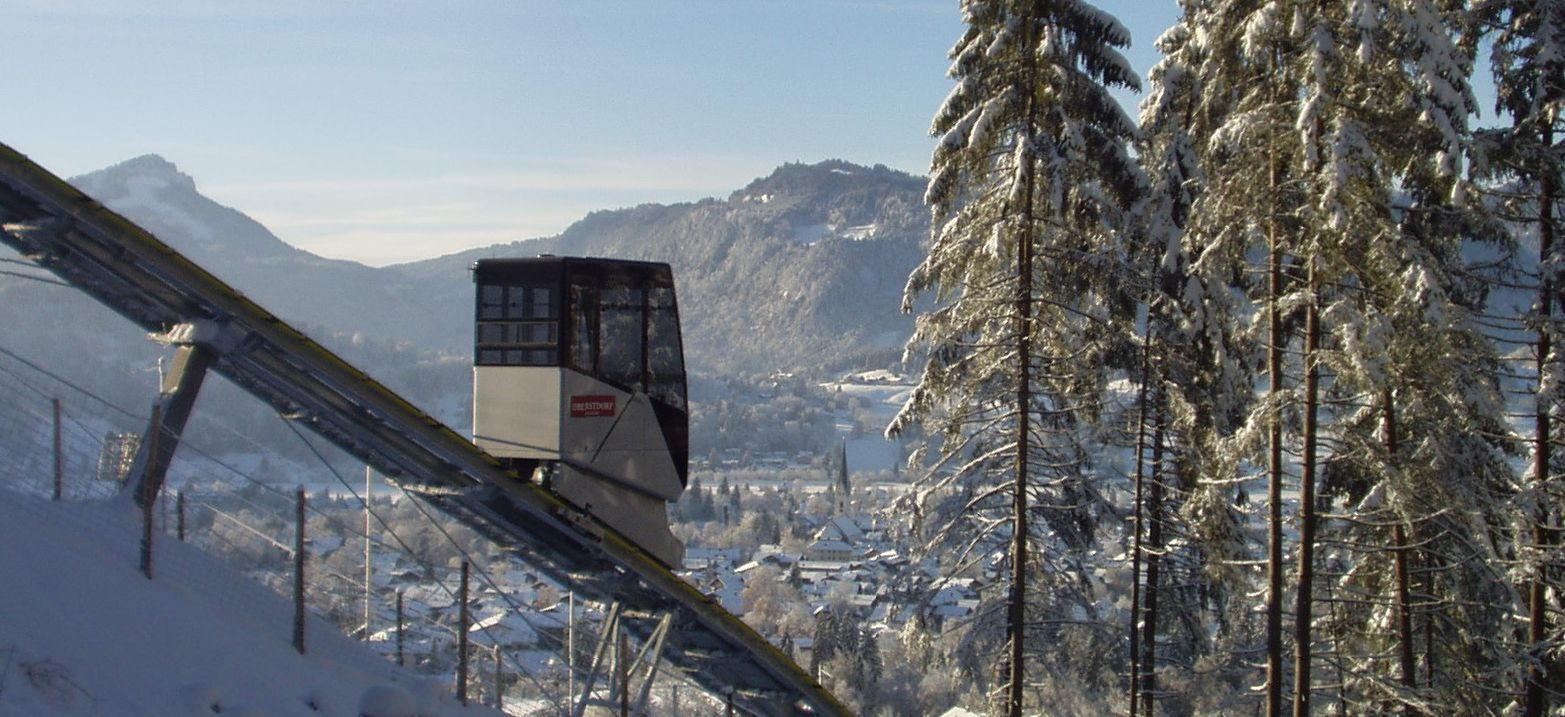
Schattenberg

Schattenbergbacken (tyska: Schattenbergschanze) är en backhoppningsanläggning i östra delen av Oberstdorf i Bayern i Tyskland. Anläggningen har fem hoppbackar med K-punkt/backstorlek K120/HS137, K95/HS106, K56, K30 och K19. Schattenbergbacken är känd som arena för öppningstävlingen i Tysk-österrikiska backhopparveckan. Arenan användes också under Skid-VM 1987 och 2005. Anläggningen har sedan 2004 officiellt haft sponsornamnet Erdinger Arena.

## Historia
Starten: Första hoppbacken i Oberstdorf byggdes 1909. Men placeringen av backen var inte ideell. Backen utsattes för direkt solbestrålning, vilket skapade problem. Man fann att området vid foten av Schattenberg, öster om Oberstdorf, var mer gynnsam för en modern hoppbacke.
1925 - 1941: Schattenbergbacken invigdes 27 december 1925. Konstruktören av backen var Hans Schwendiger. Tyska mästerskapen 1930 avhölls i Schattenbergbacken och backen användes i kvalificeringen till OS-hopptävlingen i Garmisch-Partenkirchen 1936. Andra världskriget förde med sig ett stort sönderfall i backen. Sista backhoppstävlingen var 1941.
1946 - 1986: Efter andra världskriget restaurerades backen och nyöppnades 1 januari 1946. Oberstdorf valdes som en av arenorna för kommande Tysk-österrikiska backhopparveckan (tyska: Vierschanzentournee). Nyårstävlingen 1 januari 1953 i Garmisch-Partenkircken var den allra första tävlingen i backhopparveckan. Första tävlingen i backhopparveckan i Schattenbergbacken gick av stapeln 4 januari 1953. Tävlingen vanns av Erling Kroken, Norge före Sepp Bradl, Österrike och Asgeir Dølplads som vann nyårstävlingen i Garmisch-Partenkirchen. Numera är tävlingen i Oberstdorf den första av de fyra tävlingarna i backhopparveckan och arrangeras i regel 29 eller 30 december.
Förbättringar och moderniseringar gjordes i backanläggningen på 1970-talet. Det byggdes en ny stor backe, K115, ved sidan om normalbacken 1972. (Sedan har deltävlingen i backhopparveckan arrangerats i stora backen. Bara i säsongen 1971/192 blev det annorlunda då tävlingarna i Oberstdorf och Innsbruck plats.) En mindre backe, K56, blev också byggt.
1987 - 2003: Fram emot Världsmästerskapen  1987 blev det gamla trädtornet i normalbacken utbytt med ett torn av stål och betong. Under VM avgjordes 3 backhoppningstävlingar (normalbacken, stora backen och lagtävlingen) och backhoppningsbiten av 2 tävlingar (individuellt och lagtävling) i nordisk kombination. Tävlingarna för specialhopparna vanns av Jiří Parma, Tjeckoslovakien (normalbacken), Andreas Felder, Österrike (stora backen) och finska laget.
2004 - 2010: Mot slutet av 2003 ersattes stora backen med en ny, större backe med K-punkt 120. Backarna utrustades med plastmattor 2004 och numera arrangeras även backhoppstävlingar på sommaren. Åskådarläktarna utvidgades och moderniserades fram emot Världsmästerskapen  2005. Man ökade kapaciteten från 17.000 till 27.000 åskådare.
I Skid-VM 2005 var det 4 backhoppningstävlingar. Nu tävlades det i laghopp i normalbacken och i stora backen. Rok Benkovič, Slovenien, vann i normalbacken och Janne Ahonen, Finland vann i stora backen. Österrikarna tog hem båda lagtävlingarna.
2011: Normalbacken byggdes om och utvidgades från backstorlek  100 till 106 meter. Nya backen invigdes 21 oktober 2011

## Backrekord
Officiellt backrekord i stora backen (K120) på snö är 143,5 meter och innehas av Sigurd Pettersen, Norge (satt i världscupen/backhopparveckan 29 december 2003). På plast har Gregor Schlierenzauer, Österrike, längsta hoppet. Under österrikiska mästerskapen 21 oktober 2007 noterades han för 145,5 meter. I normalbacken har Rok Benkovič, Slovenien rekordet på snö. Han hoppade 101 meter under VM 2005. På plast är rekordet 101,5 meter och innehas av Frank Löffler, Tyskland. Han satte rekordet under kontinentalcupen (COC) 2002.

## Annat
26 december 2006 bytte bachoppsanläggningen i Schattenberg officiellt namn från Skisprungstadion am Schattenberg till Erdinger Arena. Erdinger Weißbräu ingick ett 10-årigt sponsorkontrakt, liknande kontrakt som finnas inom fotboll och stora idrottsarenor. Inom backhoppningen var denna typ av sponsring den gången okänd. 
14-åriga nederländska backhopparen Jermo Ribbers omkom 4 januari 2008 efter ett fall under träning i K95-backen.